# SN 2002kq
SN 2002kq – supernowa odkryta 3 listopada 2002 roku w galaktyce A021712-0455. W momencie odkrycia miała maksymalną jasność 24,40m.